# Ludwig Borinski
Ludwig Borinski (ur. 11 stycznia 1910 w Monachium, zm. 5 listopada 1998 w Hamburgu) – niemiecki anglista.
Pochodził z asymilowanej rodziny żydowskiej, jego ojcem był germanista Karl Borinski. Studiował na Uniwersytecie w Lipsku gdzie należał do kręgu uczniów Theodora Fringsa. W 1931 roku obronił doktorat.
Jako pół-Żyd, nie zdołał uzyskać habilitacji w 1933 roku z powodu rasistowskich przepisów. W rezultacie wyemigrował do Anglii, gdzie w latach 1934–1937 uczył na Trinity College na Uniwersytecie Cambridge, ale nie zdołał tam zdobyć akademickiego uznania.
Po zakończeniu wojny wrócił do Niemiec i utrzymywał się z prac dorywczych. W 1951 roku został mianowany profesorem języka i kultury angielskiej na Uniwersytecie w Hamburgu, gdzie uczył do emerytury w 1975 roku.